# Фам Нгу Лао (вулиця)
10°46′06″ пн. ш. 106°41′34″ сх. д. / 10.768472222222° пн. ш. 106.69277777778° сх. д.

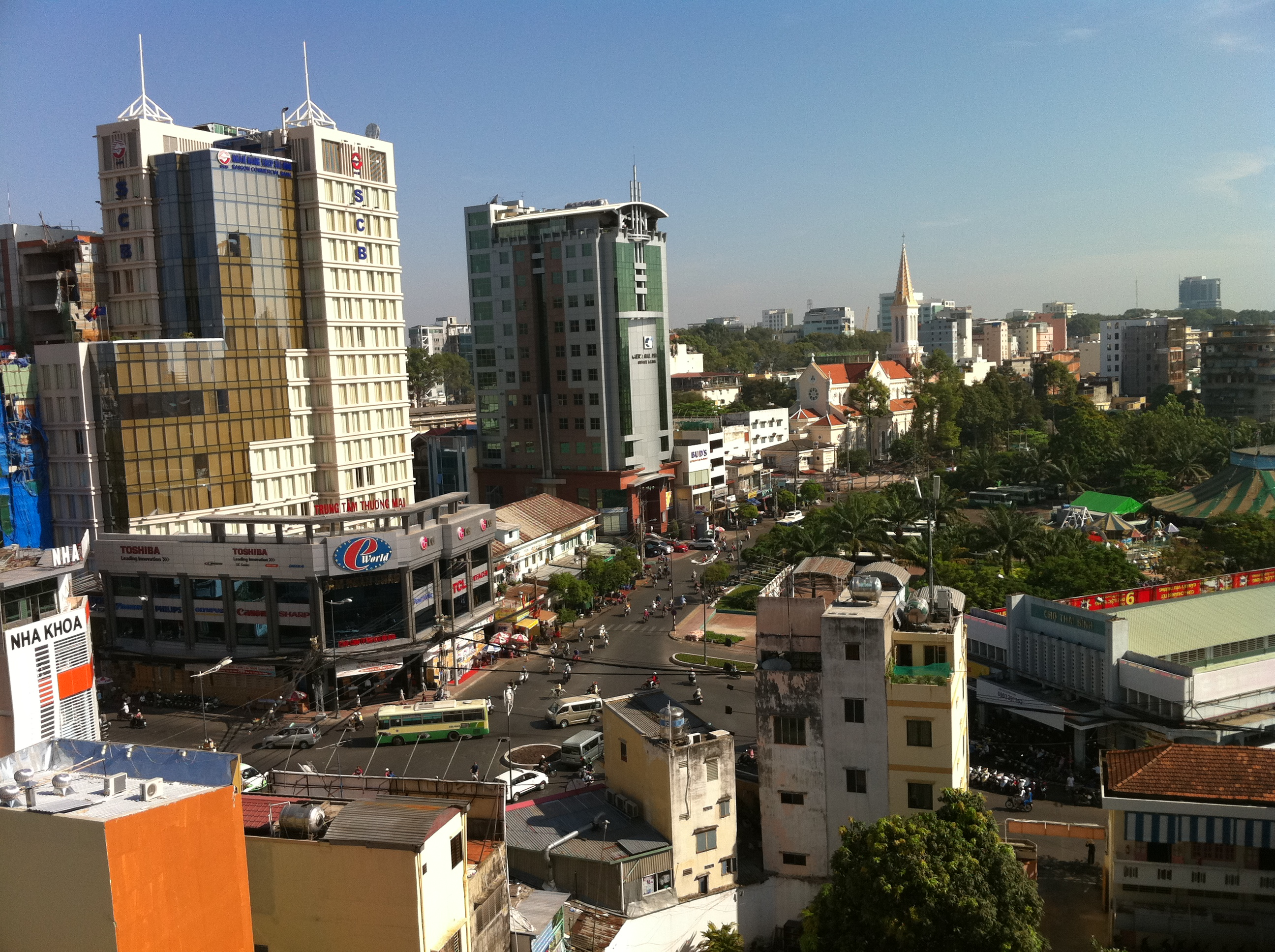

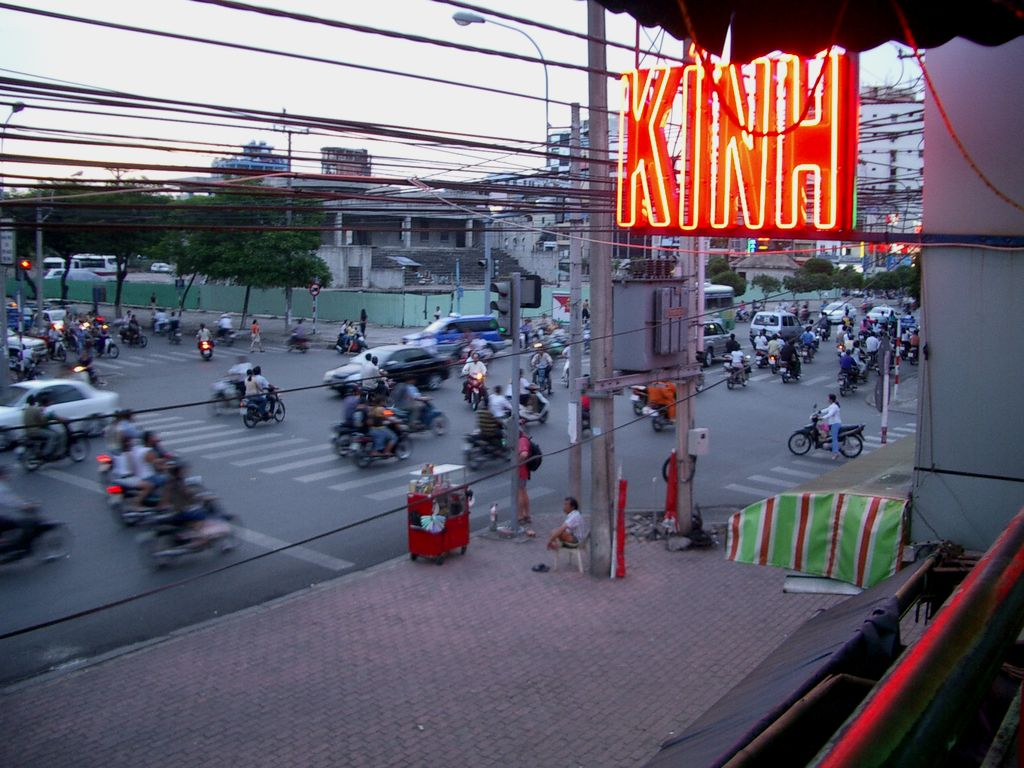
Фам Нгу Лао.

Вулиця Фам Нгу Лао (в'єт. Khu phố Phạm Ngũ Lão) розташована в районі 1 міста Хошимін, колишній Сайгон, В'єтнам. Названа на честь національного героя Фам Нгу Лао в'єт. Phạm Ngũ Lão. Перетин вулиць Phạm Ngũ Lão та Đề Thám називають районом рюкзаків Сайгону. Місцеві жителі міста Хошимін і туристи, які з'їжджаються на ринки (як просто неба, так і в приміщенні), купують дешевий одяг (частина з якого є підробкою), сувеніри та військові пам'ятки. Багато барів і кафе в цьому районі зручно розташовані недалеко від центру міста Сайгон. У в'єтнамській мові ця місцевість називається «khu Tay ba lo» (зона рюкзачників).
Район Phạm Ngũ Lão відомий своїми доступними гостьовими будинками та мініготелями, а також наявністю туристичних агентств, які в основному обслуговують бюджетних туристів, подібно до Као Сан Роад у Бангкоку, Таїланд.